# Mariama Bâ
Mariama Bâ (n. 17 aprilie 1929, Dakar, Regiunea Dakar, Senegal – d. 17 august 1981, Dakar, Senegal) a fost o scriitoare senegaleză ce a scris în limba franceză.